# Elín Hirst
Elín Stefánsdóttir Hirst (* 4. September 1960 in Reykjavík) ist eine isländische Politikerin (Unabhängigkeitspartei), Journalistin und Nachrichtensprecherin sowie Produzentin von Dokumentarfilmen.
Elín hat einen Bachelor of Science in Fernsehjournalismus der University of Florida (1984) und einen Master of Arts in Geschichtswissenschaft der Universität Island (2005). Sie war unter anderem als Nachrichtensprecherin in Radio und Fernsehen und von 2002 bis 2008 als Nachrichtenchefin des öffentlich-rechtlichen Fernsehsenders Sjónvarpið (RÚV) tätig. Elín Hirst hat mehrere Dokumentarfilme produziert sowie 2011 das Buch Ekki líta undan („Schau nicht weg“) veröffentlicht, worin das Leben von Guðrún Ebba Ólafsdóttir behandelt wird, der Tochter eines früheren Bischofs der Isländischen Staatskirche, die von diesem sowohl als Kind als auch als Erwachsene sexuell missbraucht worden sei.
Seit der isländischen Parlamentswahl vom 27. April 2013 bis Oktober 2016 war Elín Abgeordnete des isländischen Parlaments Althing für den südwestlichen Wahlkreis. Mit Stand 2015 gehörte sie dem Parlamentsausschuss für Umwelt und Verkehrswege, dem Ausschuss für auswärtige Angelegenheiten sowie dem Sonderausschuss für die Geschäftsordnung des Parlaments an. Von 2013 bis 2014 war sie auch Mitglied des Ausschusses für Wohlfahrt. Sie gehörte der isländischen Delegation im Nordischen Rat an.